# Pycnophallium elina
Pycnophallium elina är en fjärilsart som beskrevs av Hans Fruhstorfer 1918. Pycnophallium elina ingår i släktet Pycnophallium och familjen juvelvingar. Inga underarter finns listade.